# Орсо (князь Беневенто)
Орсо (Урс) (лат. Orso, Ursus, умер в 892) — князь Беневенто (891—892), сын Аиульфа II.

## Биография
Орсо стал князем Беневенто в 891 году после смерти Аиульфа II. Однако его правление было непродолжительным.
По сообщению Беневентских анналов, в октябре 892 года город Беневенто был захвачен стратигом византийской Калабрии Сиббатом (или Симбатом) и Орсо был свергнут. С этих пор город Беневенто, на непродолжительное время, стал столицей только что созданной византийской фемы Лангобардия.